# 노무사
노무사(勞務士)란 노동 및 사회보험과 관련된 법률 및 경영 서비스를 제공하는 직업이다.

## 국가별
- 대한민국 : 공인노무사
- 일본 : 사회보험노무사
- 이탈리아: consulenti del lavoro
- 스페인: graduado social
- 독일: rentenberater